# Chilmington Green
Chilmington Green – osada w Anglii, w hrabstwie Kent, w dystrykcie Ashford. Leży 27 km na południowy wschód od miasta Maidstone i 79 km na południowy wschód od centrum Londynu.